# Хиршбигель, Оливер
О́ливер Хи́ршбигель (нем. Oliver Hirschbiegel; род. 29 декабря 1957[…], Гамбург) — немецкий кинорежиссёр. Долгое время работал на телевидении, с 2001 года — в большом кино.

## Биография
Оливер Хиршбигель родился 26 марта 1957 года в Гамбурге, Германия. Подростком он оставил школу и работал коком на корабле. Изучал живопись и графику, а затем кино в Университете визуальных искусств Гамбурга.
Свой первый телевизионный фильм «Das Go! Projekt» Оливер Хиршбигель создал по собственному сценарию в 1986 году. В середине 1990-х Хиршбигель принимал участие в работе над популярным телесериалом «Комиссар Рекс».
В 2001 году вышел первый кинопроект Хиршбигеля — триллер «Эксперимент» с Морицем Бляйбтроем в главной роли. Сюжет фильма основан на реально имевшем место эксперименте по моделированию поведения заключённых и тюремщиков силами 19 добровольцев, закончившемся трагедией. Кинодебют Хиршбигеля получил прекрасные отзывы в прессе и собрал множество наград. Вторая картина режиссёра «Мой последний фильм», представляющая собой 90-минутный монолог пятидесятилетней женщины, желающей начать свою жизнь с чистого листа, также имела успех у критики.
Огромное внимание привлёк к себе появившийся в 2004 году фильм Хиршбигеля «Бункер». Тема этой противоречивой ленты — последние дни Третьего рейха, а главный герой «Бункера» — Адольф Гитлер в исполнении Бруно Ганца (в основе сценария фильма лежат воспоминания личного секретаря фюрера Траудль Юнге). Решение Хиршбигеля обратиться к фигуре Гитлера вызвало широкую дискуссию в немецком обществе. Подход режиссёра, очеловечившего лидера нацистской Германии, которого многие привыкли считать абсолютным злом, не мог не вызвать протестов. Тем не менее, картина сделала хорошие кассовые сборы по всему миру, собрала множество наград на фестивалях и получила номинацию на премию «Оскар» как лучший иностранный фильм. Сцена с истерикой Гитлера в бункере стала основой для многочисленных пародий.
После этой номинации Оливера Хиршбигеля пригласили в Голливуд, где он работал над фантастическим проектом «Вторжение», в котором заняты актёры Николь Кидман и Дэниел Крейг. Фильм вышел в американский прокат в августе 2007 года.
Хиршбигель снял биографический фильм «Диана: История любви» о Диане, принцессе Уэльской, который вышел на экраны в сентябре 2013 года. Главную роль играет актриса Наоми Уоттс.

## Фильмография
- 2001 — Эксперимент / Das Experiment
- 2002 — Мой последний фильм / Mein letzter Film
- 2004 — Бункер / Der Untergang
- 2005 — Совершенно нормальный еврей / Ein ganz gewöhnlicher Jude
- 2007 — Вторжение / The Invasion
- 2009 — Пять минут рая / Five Minutes of Heaven
- 2011 — Борджиа / Borgia
- 2013 — Диана: История любви / Diana
- 2015 — Взорвать Гитлера / Elser
- 2017 — Под одним небом / The Same Sky
- 2018 — 4 квартала / 4 Blocks
- 2019 — Преступник: Германия (сериал Netflix)

## Награды
- Премия «Аманда» (Норвегия)
  - 2005 — Лучший фильм на иностранном языке («Бункер»)
- Баварская кинопремия
  - 2001 — Лучшая режиссура (за фильм «Эксперимент»)
  - 2005 — Приз зрительских симпатий (за фильм «Бункер»)
- Кинофестиваль в Бергене
  - 2001 — Приз зрительских симпатий (за фильм «Эксперимент»)
- Премия «Бодил»
  - 2006 — Лучший неамериканский фильм («Бункер»)
- Монреальский кинофестиваль
  - 2001 — Лучшая режиссура (за фильм «Эксперимент»)
- Кинофестиваль «Роберт»
  - 2006 — Лучший неамериканский фильм («Бункер»)